# Kožva
La Kožva (anche Bol'šaja Kožva o Kovža; in russo Кожва, Большая Кожва, Ковжа?) è un fiume della Russia europea nordorientale, affluente di sinistra della Pečora. Scorre nel Pečora rajon della Repubblica dei Komi.
Nasce dalla confluenza dei due rami sorgentiferi Čërnaja Kožva e Belaja Kožva in una zona paludosa, vicino al villaggio di Turyševka e scorre con direzione mediamente nord-orientale tra boschi di conifere, la corrente è lenta, le sponde sono paludose. Nella parte inferiore del fiume si trova il villaggio di Berëzovka. Sfocia nella Pečora a 868 km dalla foce, presso la cittadina di Kožva e 15 chilometri a valle della città di Pečora. Il fiume ha una lunghezza di 194 km; l'area del suo bacino è di 9 560 km².
I maggiori affluenti sono: Čikšina (lungo 153 km) proveniente dalla destra idrografica, Luza (91 km) dalla sinistra.
La Kožva è gelata, in media, da fine ottobre/primi di novembre a fine aprile/metà maggio.